# أنظمة توليد الطاقة الشمسية (كاليفورنيا)
أنظمة توليد الطاقة الشمسية (بالإنجليزية: Solar Energy Generating Systems (SEGS))‏ هي تسع محطات شمسية حرارية في كاليفورنيا، قامت ببنائها «نكستيراإنرجي رسورسيس»، وهي شركة تابعة لمجموعة شركات «إف بي إل جروب»؛ تعمل وتنتج الكهرباء.

## الخلفية
إن أنظمة إنتاج الكهرباء من الطاقة الشمسية SEGS هي في الواقع محطات شمسية حرارية، تستخدم النقنية الحرارية للشمس بواسطة مرايا طولية منحنية في شكل القطع المكافيء في إنتاج التيار الكهربائي.
بربطها بتقنية إنتاج الطاقة الكهربائية بحرق الغاز الطبيعي يتواصل إنتاج الكهرباء في صحراء موجافي. تبلغ القدرة الكاملة للـ 9 محطات شمسية نحو 354 ميجاواط ء وتشكل بذلك كشبكة واحدة أكبر محطة في العالم تنتج الكهرباء بهذه الطريقة.

المستقبلات الحرارية التي تمتص أشعة الشمس وتسخن الزيت الجاري في مواسير قامت بإنتاجها الشركة الألمانية «شوت سولار».

### المحطة الشمسية لكل منها

طريقة عمل مرايا القطع المكافئ المستطيلة. تنعكس أشعة الشمس على المرايا وتتركز على أنبوب يمر به زيت فيسخن. يمكن للزيت بعد ذلك انتاج بخار الماء يشغل توربينا ومولدا كهربيا.

أنشئت التسعة محطات خلال السنوات 1985 - 1991 في كاليفورنيا من شركة LUZ II Ltd.(تتبع اليوم شركة BrightSource Energy وتقوم بنشغيلها).
أنتجت الشركة في مرحلة المشروع الأولى في عام 1984 طاقة قدرها 14 ميجاوات، وزادت في السنة التالية المحطة SEGS II بالقرب من «داغيت» كاليفورنيا {{coord|34|51|47|N|116|49|37|W|region:US-CA_type:landmark|display=inline,title}}
إلى 30 ميجاواط قدرة (حرارية)، تقوم بمد التيار الكهربائي إلى شركة «سوث كاليفورنيا إديسون» وهي شركة تتبع شركة إديسون العالمية «إديسون إنترناسيونال».
ثم شيدت خمسة محطات SEGS III – SEGS VII بقدرات لكل منها قدرها 30 ميجاواط، وقد تم إنشاؤها بين 1986 و 1988.
كما بنيت خلال 1989 - نوفمبر 1990 بالقرب من مدينة «لوكهيد»، كاليفورنيا المحطتين SEGS VIII و SEGS IX والتي تعد في عام 2008 أكبر محطتين لانتاج الكهرباء من الطاقة الشمسية في العالم.

## حجم المشروع وتشغيله
القدرة الإجمالية للتسخين من تلك المحطات 354 ميجاواط. وعي تعمل بكفاء21% في غنتاج الكهرباء فهي تنتج في مجموعها قدرة كهربائية يبلغ 75 ميجاواط كهربي. وبالإضافة إلى ذلك فإن توربيناتها يمكن استخدامها ليلا باحتراق الغاز الطبيعي.
تدعي «نكستيترا»NextEra أن المحطات تمد 232,500 من البيوت خلال النهار في وقت الاستخدام الأقصى، وتوفر في نفس الوقت نحو 3,800 طن من المواد الملوثة للبيئة كل سنة، في حالة إنتاج تلك الكمية من الكهرباء بالوقود الاحفوري، مثل النفط.
تحتوي المحطات على 936,384 مرايا تغطي مساحة 1600 هكتار. وهي في شكل مرايا مقعرة طوليا في شكل قطع مكافيء
وتعطي تقديرا للسعر الكيلوواط كهرباء في عام 2002 على أساس محطة «كرامر جنكشن» 30 ميجاواط تكلفت 90 مليون دولار أمريكي للتشيد ومصاريف تشغيل وصيانة تبلع 3 ملايين دولار في السنة (4.6 سنت لكل كيلوواط ساعي). وباعتبار أن المحطة ستعمل لمدة 20 سنة فتتسبب تكلفة التشغيل والصيانة وفوائد الاستثمارات في ارتفاع سعر الكيلووات ساعي ثلاثة مرات ليصل إلى نحو 14 سنت للكيلوواط ساعي.

## فكرة التشغيل

رسم يوضح المرايا المقعرة في شكل القطع المكافيء المستطيل.

تستخدم المحطة الشمسية مرايا طولية مقعرة في شكل قطع مكافيء، وتعمل المحطة لإنتاج الكهرباء من الطاقة الشمسية، وليلا تنتج الكهرباء بحرق الغاز الطبيعي وبهذا يضمن إنتاج الكهرباء على مدار الساعة سواء كان ذلك نهارا أو ليلا بعد غروب الشمس. يتنج من اشعة الشمس نحو 60% من الكهرباء الناتجة. ويعمل التوربين بحرق الغاز الطبيعي فقط لتغطية الحاجة إلى الكهرباء، وتقوم شركة «سوثرن كاليفورنيا إديسون» بتوزع الكهرباء في الشبكة.

### المرايا
المرايا المستطيلة في شكل القطع المكافيء تشبه نصف أنبوب. تسقط أشعة الشمس على المرآة المصنوعة من الزجاج ومغطاة بطبقة عاكسة للضوء بنسبة 94% . هذا أعلى من انعكاس مرآة عادية تعكس نسبة الأشعة بنسبة 70% فقط. تتجمع أشعة الشمس المنعكسة على المرآة المقعرة وتسقط على أنبوب يمر موازيا للمرآة ويمر فيه زيت مناسب لاستقبال الحرارة.
أثناء النهار تتبع المرايا صعود الشمس في السماء وهبوطها للحصول على أحسن انعكاس. وأكثر العوامل المؤثرة على عمل المحطة هو الرياح حيث تتكسر نحو 3000 مرآة كل سنة ويجب استبدالها.
كما يمكن للعاملين في المحطة تدوير المرايا عن اشتداد الرياح فيحموها من التكسير. وقد زودت المرايا بجهاز لتنظيف أسطح المرايا يعمل أتوماتيكيا، وهو يعمل بين الحين والآخر للحفاظ على نظافة المرايا.

### الاستبدال الحراري
تتركز أشعة الشمس المنعكسة على المرآة على أنبوب في موقع بؤرة المرآة؛ والانبوب ممتليء بزيت أصطناعيا يتحمل الحرارة حتى 400 درجة مئوية. شعاع الشمس المتركز على أنبوب الزيت تتركز عليه الأشعة بمقدار 70 - 80 ضعف بالمقارنة بضوء النهار المعتاد. وينقل الزيت الصناعي المار في الأنبوب الحرارة إلى خزان ماء حيث يغلي الماء ويقوم البخار المتكون بتدوير توربينا يعمل طبقا لطريقة دورة رانكن البخارية، مولدا كهرباء.
,
ويستخدم الزيت الاصطناعي لنقل الحرارة بدلا من الماء بغرض المحافظة على الضغط في الأنابيب بالمقدار الذي تستطيع تحمله.

## اقرأ أيضا
- طاقة شمسية حرارية
- طاقة شمسية